# Ghiacciaio Goodspeed
Il ghiacciaio Goodspeed è un ghiacciaio lungo circa 5 km situato nella regione centro-occidentale della Dipendenza di Ross, in Antartide. Il ghiacciaio, il cui punto più alto si trova a circa 1500 m s.l.m., si trova in particolare nella zona orientale della dorsale Asgard, poco a nord-est del ghiacciaio Hart, dove fluisce verso nord-ovest scorrendo lungo il versante sud-orientale della valle di Wright, senza però arrivare sul fondo della valle ma alimentando, durante il suo scioglimento estivo, il fiume Onyx, situato sul fondo di questa.

## Storia
Il ghiacciaio Goodspeed è stato mappato dalla squadra occidentale della spedizione Terra Nova, condotta dal 1910 al 1913 e comandata dal capitano Robert Falcon Scott, ma è stato così battezzato solo in seguito dal geologo statunitense Robert Nichols in onore di Robert Goodspeed, che fu uno dei suoi assistenti nelle ricerche svolte nella zona, avendo base presso punta Marble, nella stagione 1959-60.